# Ron Carey
Pour les articles homonymes, voir John Carey (martyr) et Carey.
Ron Carey (né le 11 décembre 1935 à Newark (New Jersey) - décédé le 16 janvier 2007 à Los Angeles) est un acteur américain de cinéma et de télévision.
Il était surtout connu pour jouer le rôle de l'arrogant chef Carl Levitt dans la série Barney Miller, dans laquelle il a presque toujours été entouré par des acteurs masculins (et parfois des guest stars féminins) tels que : Hal Linden (en), Max Gail (en), Abe Vigoda, Ron Glass. Carey apparut dans le rôle récurrent à travers presque toute la série.
En 1991, il incarne Joe Dalton dans Lucky Luke, réalisé et interprété par Terence Hill. Il reprend le rôle l'année suivante dans la mini-série du même nom.